# Jan Sawicki (działacz Masurenbundu)
Jan Sawicki (Sawitzki) (ur. 2 listopada 1891 w Klusach, powiat ełcki, zm. 2 grudnia 1972 w  Dortmundzie) – działacz Masurenbundu, od 1931 redaktor odpowiedzialny Cechu.
Był synem Jana – aktywisty Mazurskiej Partii Ludowej i bratem Gustawa – redaktora Cechu.